# Прайд-парад в Чикаго

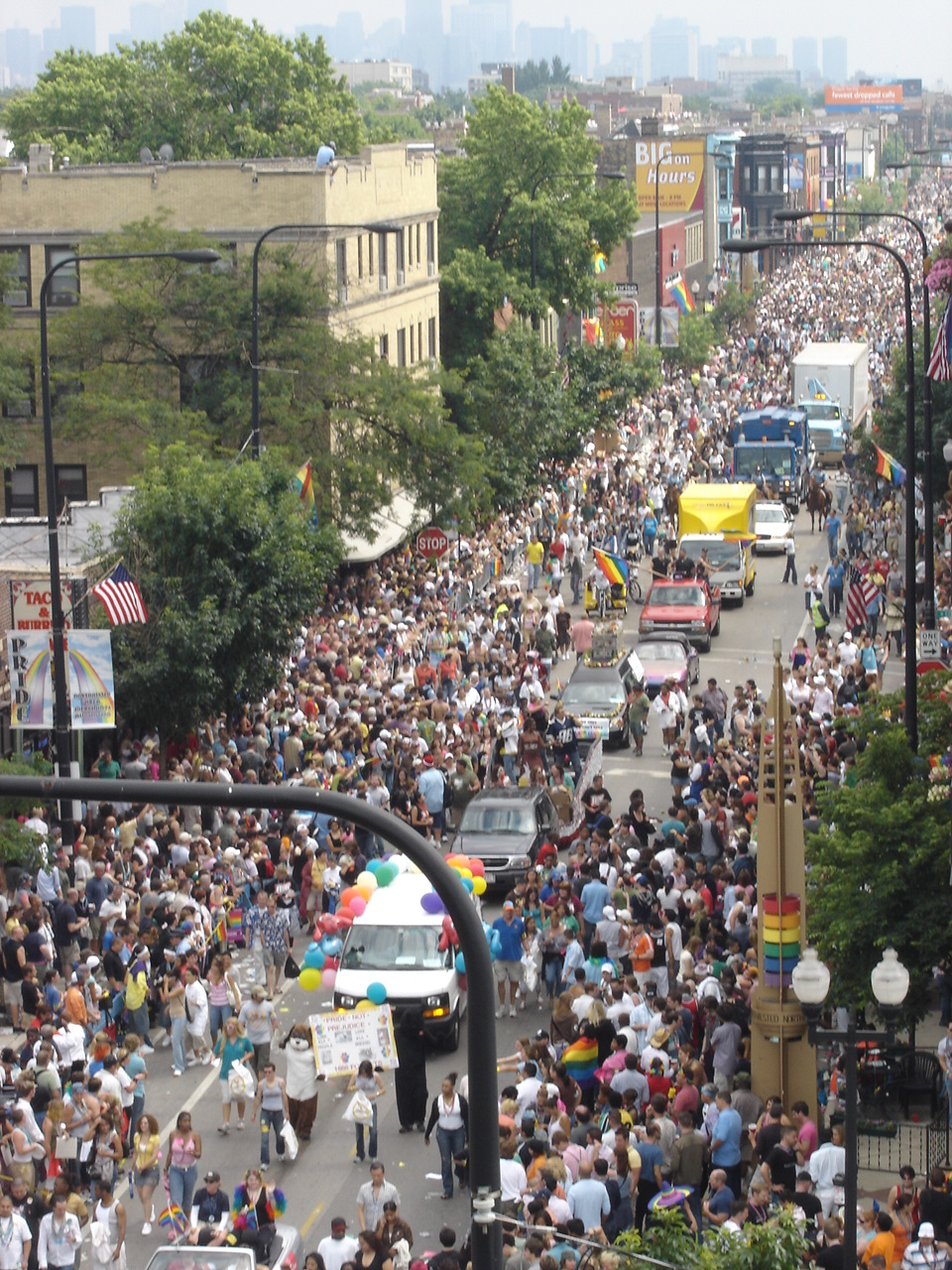
Холстед-стрит — одна из центральных улиц Чикаго

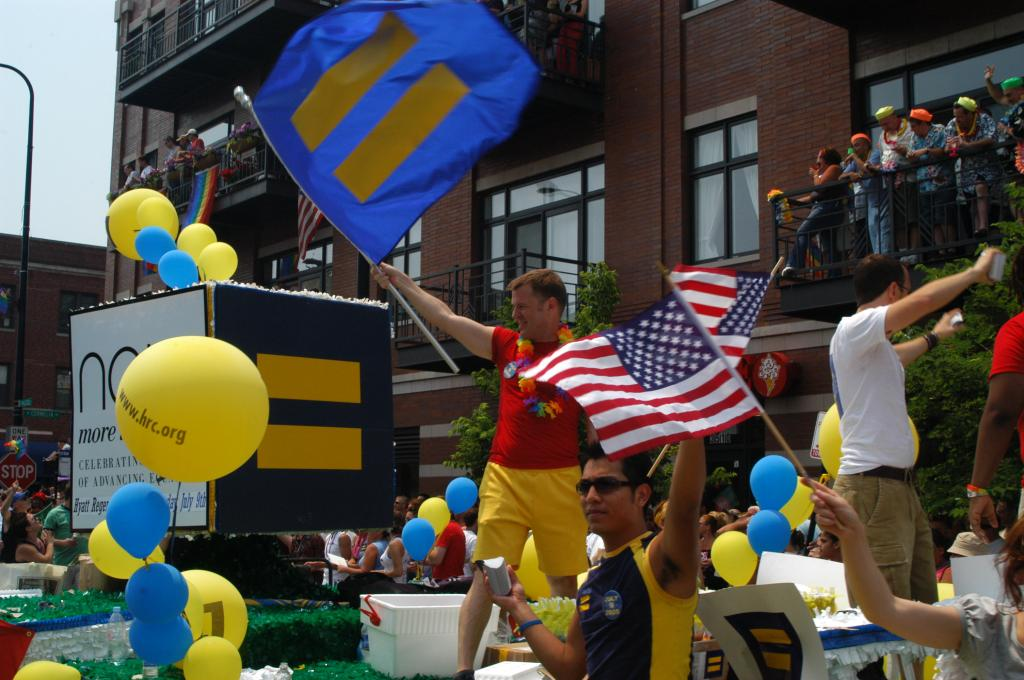
Представители Комитета по правам человека

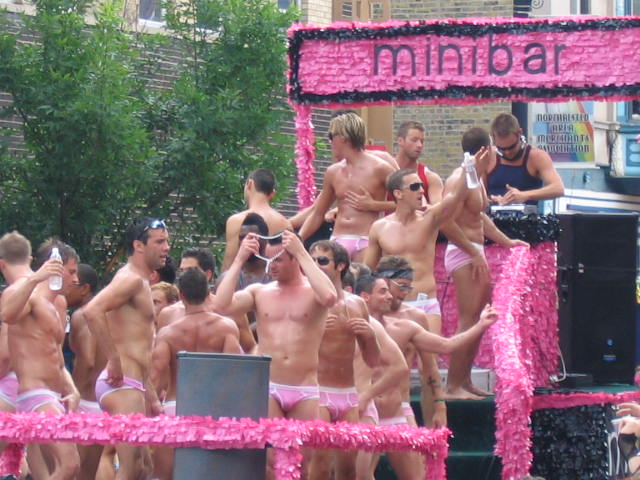
Танцоры гоу-гоу на прайд-параде 2008 года

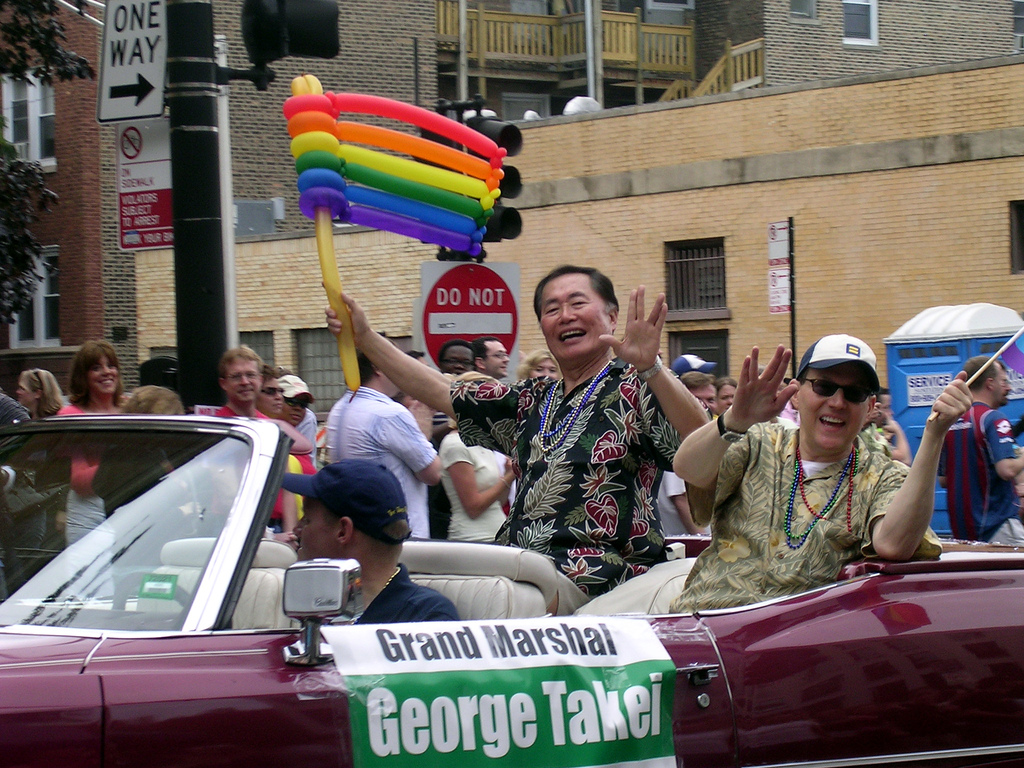
Гранд-маршал прайд-парада 2006 года — актёр Джордж Такеи

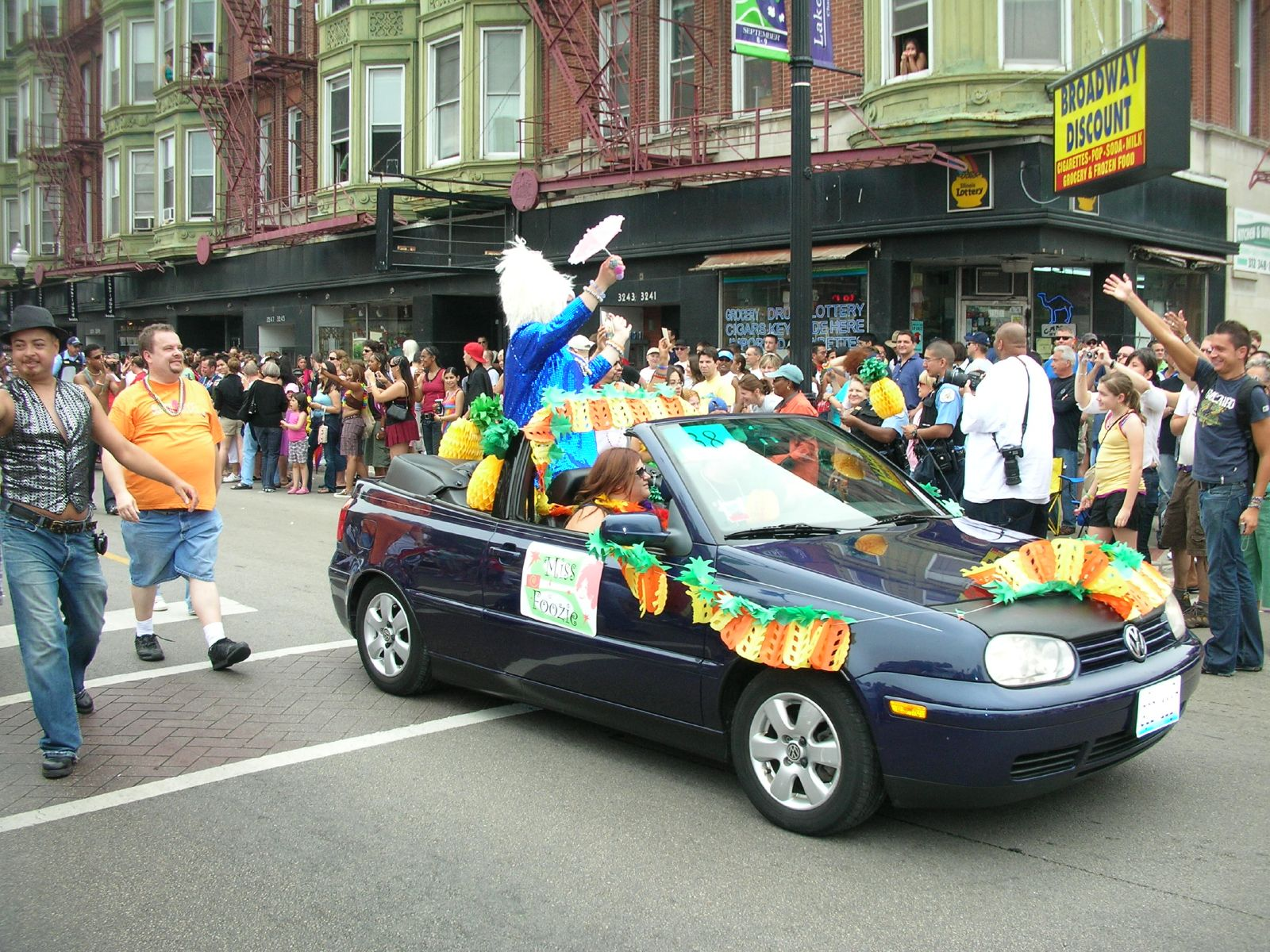
Знаменитый комедийный персонаж «Мисс Фузи» на прайд-параде 2010 года

Прайд-парад в Чикаго (англ. Chicago Pride Parade) — ежегодный прайд-парад, проходящий в последнее воскресенье июня в Чикаго, Иллинойс. Парад является кульминационным событием Месяца ЛГБТ-Гордости, утверждённого Городским Советом и лично мэром Чикаго.
Первый прайд-парад был организован в субботу, 27 июня 1970 года. Демонстранты прошли маршем от Парка Вашингтон-сквер к Чикагской ВНБ, откуда многие спонтанно двинулись в центр города к Дейли Плаза. В настоящее время парад проходит по главным улицам района Лэйквью. Парад начинается в полдень на Холстед-стрит и заканчивается на пересечении Диверси Парквей и Кенон Драйв.
В связи с ростом политической активности ЛГБТ-американцев и высоких финансовых ресурсах ЛГБТ-сообщества, политики штата Иллинойс усиливают своё присутствие на параде. Демократическая и Республиканская партии. Среди наиболее заметных фигур можно отметить бывшего Губернатора шата — демократа Рода Благоевича и бывшего казначея — республиканку Джуди Баар Топинку. Оба имели большую поддержку со стороны ЛГБТ-избирателей.
28 июня 2009 года более 500 тысяч зрителей наблюдали 40-й ежегодный прайд-парад в Чикаго. Среди участников были несколько оркестров, танцевальных трупп, а также множество политических деятелей. В 2010 году в параде участвовал хоккеист Брент Сопел, который держал в руках Кубок Стэнли в память о погибшем в автомобильной аварии гее — игроке Чикаго Блэкхоукс Брендоне Бёрке. В прайд-параде 2011 года участвовало более 250 организаций, а зрителями стало более 800 тысяч человек, что почти вдвое превышает количество участников предыдущего года. Это привело к реорганизации маршрута парада 2012 года.

## Даты проведения
| Год  | Дата    | Количество участников (чел.) | Гранд-маршал                  |
| ---- | ------- | ---------------------------- | ----------------------------- |
| 1970 | 28 июня | 150 — 200                    |                               |
| 1971 | 27 июня | 1,000                        |                               |
| 1972 | 25 июня |                              |                               |
| 1973 | 24 июня |                              |                               |
| 1974 | 30 июня |                              |                               |
| 1975 | 29 июня |                              |                               |
| 1976 | 27 июня |                              |                               |
| 1977 | 26 июня | 3,000                        |                               |
| 1978 | 25 июня |                              |                               |
| 1979 | 24 июня |                              |                               |
| 1980 | 29 июня |                              |                               |
| 1981 | 28 июня |                              |                               |
| 1982 | 27 июня | 30,000                       |                               |
| 1983 | 26 июня |                              |                               |
| 1984 | 24 июня |                              |                               |
| 1985 | 30 июня | 35,000                       |                               |
| 1986 | 29 июня | 40,000                       |                               |
| 1987 | 28 июня |                              |                               |
| 1988 | 26 июня |                              |                               |
| 1989 | 25 июня |                              | Мэр Чикаго — Ричард Дэйли     |
| 1990 | 24 июня | 100,000                      |                               |
| 1991 | 30 июня | более 100,000                |                               |
| 1992 | 28 июня | 115,000                      |                               |
| 1993 | 27 июня | 140,000                      |                               |
| 1994 | 5 июня  | 160,000                      |                               |
| 1995 | 25 июня | 175,000                      |                               |
| 1996 | 30 июня | 150,000                      |                               |
| 1997 | 29 июня | 200,000                      |                               |
| 1998 | 28 июня | более 200,000                |                               |
| 1999 | 27 июня | 250,000                      |                               |
| 2000 | 25 июня | 350,000                      |                               |
| 2001 | 24 июня | 350,000                      |                               |
| 2002 | 30 июня | 350,000                      |                               |
| 2003 | 29 июня | 375,000                      | Бейсболист — Билли Бин        |
| 2004 | 27 июня | 375,000                      | Футболист — Эсера Туоло       |
| 2005 | 26 июня | 450,000                      | Актёр — Уилсон Крус           |
| 2006 | 25 июня | 400,000                      | Актёр — Джордж Такеи          |
| 2007 | 24 июня | 450,000                      | Баскетболист — Джон Амечи     |
| 2008 | 29 июня | 450,000                      | Штаб-сержант — Эрик Альва     |
| 2009 | 28 июня | 500,000                      | Актриса — Александра Биллингс |
| 2010 | 27 июня | 450,000                      | Кантри-певица — Шели Райт     |
| 2011 | 26 июня | 750,000                      | Актриса — Фернанда Роча       |

## Погодные условия
Поскольку прайд-парад в Чикаго проводится в последнее воскресенье июня (за исключением в 1994 года), погода в городе, как правило, тёплая и очень сухая. Температура в день парада колеблется в промежутке от 28 °С до 16 °С. Самая высокая температура в день парада была зафиксирована в 1983 году и составила 37,2 оС. Самым дождливым прайд-парадом был парад в 1978 году. Тогда в Чикаго выпало около 2 см осадков.

## Комментарии
1. ↑  Начиная с 2012 года, парад будет стартовать в 10:00 на углу Бродвея и Монтро, затем маршрут пройдет на юг, вниз по Бродвею, далее к Бельмонт-стрит, после чего он вновь вернётся на Диверси Парквей.
2. ↑  Указано примерно. Более полную информацию по количеству участников можно найти в Архивах Chicago Sun-Times.
3. ↑  Маршрут парада: от Парка Вашингтон-сквер мимо Форта Дирборн к Чикаго авеню, затем на восток к Чикагской ВНБ, затем на юг по Мичиган авеню к Дейли Плаза.
4. ↑  Маршрут парада: на запад по Диверси Парквей к Кларк-стрит, затем на юг к ЛаСаль-стрит.
5. ↑  Маршрут парада: на восток по Холстед-стрит и Эддисон-стрит к Лейквью Бродвей, затем на юг по Кларк-стрит, на восток по Фуллертон-стрит, на юг по Стоктон-драйв к Линкольн-парку.
6. ↑  Первый мэр, возглавивший прайд-парад.